# Junín (Cundinamarca)
Junín est une municipalité située dans le département de Cundinamarca, en Colombie.